# Campylocheta inepta
Campylocheta inepta là một loài ruồi trong họ Tachinidae.